# Произведение растворимости
Произведе́ние раствори́мости (ПР, Ksp) — произведение концентраций ионов малорастворимого электролита в его насыщенном растворе при постоянных температуре и давлении. Произведение растворимости — величина постоянная.
При постоянной температуре в насыщенных водных растворах малорастворимых электролитов устанавливается равновесие между твердым веществом и ионами, образующими это вещество. Например, в случае для CaCO3 это равновесие можно записать в виде:
{\displaystyle \mathrm {CaCO} _{3}(s)\rightleftharpoons {\mbox{Ca}}^{2+}(aq)+{\mbox{CO}}_{3}^{2-}(aq).}
Константа этого равновесия рассчитывается по уравнению:
{\displaystyle K={\frac {\left\{{\mbox{Ca}}^{2+}(aq)\right\}\left\{{\mbox{CO}}_{3}^{2-}(aq)\right\}}{\left\{{\mbox{CaCO}}_{3}(s)\right\}}}.}

В приближении идеального раствора с учётом того, что активность чистого компонента равна единице, уравнение упрощается до выражения:
{\displaystyle K_{\mathrm {sp} }=\left[{\mbox{Ca}}^{2+}(aq)\right]\left[{\mbox{CO}}_{3}^{2-}(aq)\right].}
Константа равновесия такого процесса называется произведением растворимости.
В общем виде, произведение растворимости для вещества с формулой AmBn, которое диссоциирует на m катионов An+ и n анионов Bm−, рассчитывается по уравнению:
{\displaystyle K_{\mathrm {sp} }=\left[{\mbox{A}}^{n+}(aq)\right]^{m}\left[{\mbox{B}}^{m-}(aq)\right]^{n},}
где [An+(aq)] и [Bm−(aq)] — равновесные молярные концентрации ионов данного вещества, образующихся при электролитической диссоциации.

Из произведений растворимости и отношения числа катионов к анионам (m/n) можно рассчитать концентрации катионов и анионов в растворе малорастворимого электролита. Значения произведений растворимости приведены в справочниках.

## Произведение активностей
Уравнение произведения растворимости не учитывает коэффициенты активности, то есть степень влияния ионных сил. Для растворов с концентрациями бо́льшими, чем 1⋅10−4 моль/л, необходимо использовать произведение активностей:
{\displaystyle K_{\mathrm {sp} }=\left[{\mbox{a}}_{A}(aq)\right]^{m}\left[{\mbox{a}}_{B}(aq)\right]^{n},}
где аA и аB — активности ионов A и B.
Произведение активностей ионов для насыщенных растворов малорастворимых электролитов при данной температуре — постоянная величина. Она зависит от температуры и природы растворителя.
Произведение растворимости связано с растворимостью следующим соотношением:
для вещества AmBn или AnBm
{\displaystyle {S}={\sqrt[{m+n}]{K_{\mathrm {sp} } \over {m^{m}\cdot n^{n}}}},} (моль/л)
где:
m — количество моль катиона;
n — количество моль аниона;
Ksp — произведение растворимости;
S — растворимость вещества (моль/л);
или
{\displaystyle {S}={\sqrt[{m+n}]{K_{\mathrm {sp} } \over {m^{m}\cdot n^{n}}}}\ \cdot {M \over 10},} (г/100 мл)
M — молярная масса вещества (г/моль).
| Соль                | m   | n   | Растворимость, S                                                |
| ------------------- | --- | --- | --------------------------------------------------------------- |
| AgCl, CaSO4, FePO4  | 1   | 1   | {\displaystyle {\sqrt {K_{{\ce {sp}}}}}}                        |
| Na2SO4 Ca(OH)2      | 2 1 | 1 2 | {\displaystyle {\sqrt[{3}]{K_{{\ce {sp}}} \over 4}}}            |
| Na3PO4 FeCl3        | 3 1 | 1 3 | {\displaystyle {\sqrt[{4}]{K_{{\ce {sp}}} \over 27}}}           |
| Al2(SO4)3 Ca3(PO4)2 | 2 3 | 3 2 | {\displaystyle {\sqrt[{5}]{K_{{\ce {sp}}} \over 108}}}          |
| ApBq AqBp           | p q | q p | {\displaystyle {\sqrt[{p+q}]{K_{{\ce {sp}}} \over p^{p}q^{q}}}} |